# Diastole tenuistriata
Diastole tenuistriata es una especie de molusco gasterópodo de la familia Helicarionidae en el orden de los Stylommatophora.

## Distribución geográfica
Es endémica de las Islas Pitcairn.